# 台北大橋
台北大橋（たいほくおおはし）または台北橋（たいほくきょう）は、中華民国台北市大同区と新北市三重区の境を流れる淡水河に架かる台湾省道台1線の道路橋である。1991年に改修され1996年に現在の姿となっているが、その源流は清朝統治時代の鉄道橋（淡水橋）にまで遡る。その後の台北橋、淡水橋、大橋頭、日本統治時代の大橋町などの地名の由来となっている。

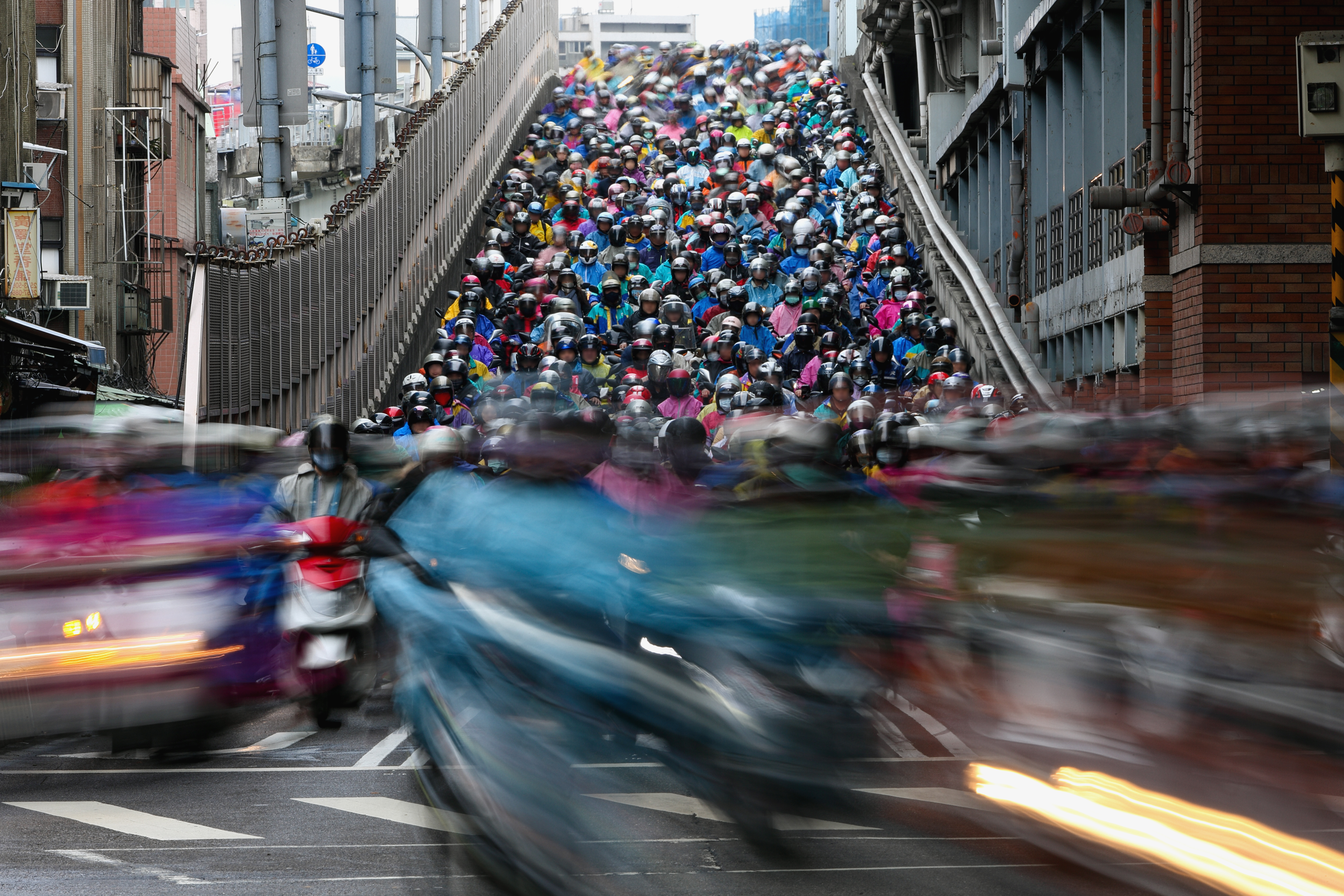
東詰で平日朝に撮影された、自動二輪による通勤風景。

全長481.6メートル、全幅44メートル。平日朝通勤時間帯の自動二輪の渋滞は「バイクの滝（機車瀑布/Motorcycle Waterfall）」として注目され、国外から観光客が見物に訪れる。

## 沿革

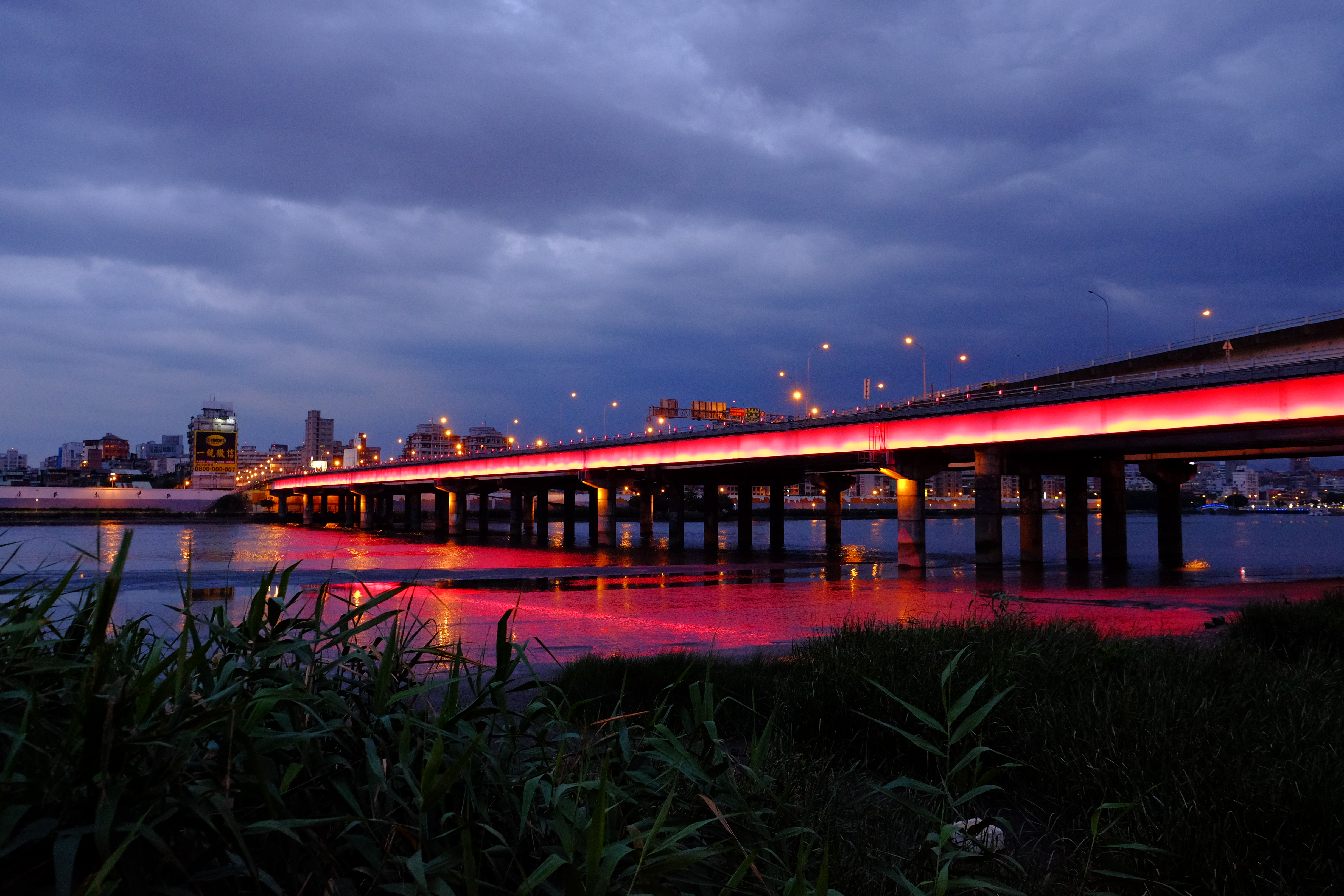
夜景

### 初代（1889年～）
現在の台北大橋の前身は清朝統治時代に遡り、1888年（光緒14年）に正式着工された。
1889年（光緒15年）8月、初代台湾巡撫の劉銘伝により建設に至り三重埔（現・三重区）と台北大稲埕埠頭が連結された。全長は1,498メートルだった。
日本の民俗学者伊能嘉矩の記述では元の設計は鉄橋だったが経費不足により木造橋へと改められた。橋上には鉄道軌道（台北 - 新竹を結ぶ全台鉄路商務総局鉄道。現在の縦貫線の前身）が敷設され、両側には馬車も通れる歩道があった。北岸は鉄製の旋開橋となっていて船舶通航時は開閉されていた。ただ木造であったため、河川の氾濫に弱かったばかりか、水に直接晒される橋脚の土台部分は劣化が速く、頻回に補修が必要だった。
1895年（明治28年）、清朝から日本に割譲されると淡水橋と呼ばれるようになった。また清朝軍の退却時に破壊された橋を修繕して鉄道の運行を再開した。
1897年（明治30年）8月に台風の襲来で淡水橋が不通になったことで、台湾総督府は鉄道の経路を新店渓を渡河し萬華、板橋と樹林を経由、再度大漢渓を渡河する現在のルートに変更することを決定した。
1899年（明治32年）、旧ルートの鉄道は撤去され新ルートの鉄道開通により、三重埔地区の鉄道の歴史は幕を閉じた。その後21世紀に台北捷運が開業する。
当時の淡水橋は大龍峒と大稲埕一帯の重要な交易拠点として機能し、これらの周辺の発展には欠かせないインフラだった。

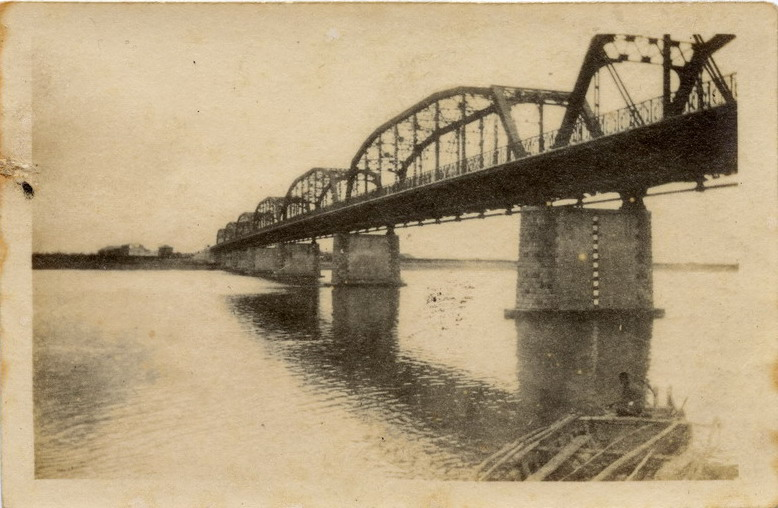
1925年の台北橋

|                                                                                    |
| 木造の初代台北橋（1889年）。船舶通航時は写真右側の光線部分の橋桁が開閉されていた。 |

### 二・三代目（1920年～1969年）
1920年（大正9年）4月3日木造橋の再開通式典が開催され、名称も台北橋と改称。だが半年も経たない9月4日に淡水河の氾濫で再び被災した。
翌1921年（大正10年）2月、台湾総督府は木造橋による再建を放棄、自動車社会にも対応できるトラス橋での再建に着手した。
1925年（大正14年）6月18日午前10時（台湾現地時間）に開通式典が開かれた。台北橋の名称は維持された。
台北橋の「夕陽の鉄橋」は「台北八景」のひとつだった。7連のトラス橋を指して「鐵丸七跨」と呼ばれていた。
戦後の1960年橋脚の腐食と劣化が日増しに酷くなったため、架け替えが決定された。1966年7月20日に起工。

### 四代目（1969年～）
1969年11月15日、四代目となる台北橋の改修が完工。鉄橋からセメントを用いた4車線のコンクリート橋に生まれ変わった。当時は通行料が科されていた（1977年7月1日より無料化）。橋上の料金所は1990年代の再改築の際に撤去されている。
1987年になると、前年の中興橋崩落事故の影響で交通量が増大していった。台湾省公路局（現在の交通部公路総局）は再改築を決定し、当時上下4車線だった道路部分は6車線へと拡張されることになった。また、自動車専用の主橋両側に副橋を設け、将来的に二輪車と歩行者専用として整備する計画だった。

### 五代目（1996年～）
1991年10月に起工、1996年6月中旬に竣工した。
1996年7月16日午前10時に開通式を開催、正午に正式開通となった。これが今日の台北大橋となっている。
二輪車専用レーン（機車道）は橋の前後も含めて上下各650メートルが別途設置されている。

## 出入口
新北→台北方面
- 西端入口：三重区重新路と福徳南北路の交差点(快車道=2車線自動車レーン+機車道=2車線2輪車レーン)
- 三重環河南路合流入口：三重区環河南路と福徳南路の交差点(機慢車道=1車線自動車レーン+1車線二輪車レーン)
- 東端出口：
  - 民権西路と重慶北路の交差点(1車線自動車レーン)、民権西路と大龍街の交差点(1車線バス専用レーン+1車線自動車レーン)
  - 民権西路と延平北路交差点(2車線二輪車レーン)

台北→新北方面
- 東端入口：
  - 民権西路と重慶北路交差点(1車線自動車レーン)、民権西路と大龍街交差点(1車線バス専用レーン+1車線自動車レーン)
  - 民権西路と延平北路交差点(2車線二輪車レーン)[34]
- 西端出口：
  - 三重区重新路と福徳南北路交差点(2車線高速レーン+2車線二輪車レーン)
  - 三重環河北路分岐出口：三重区環河北路と長元街交差点(1車線高速レーン+1車線二輪車レーン)

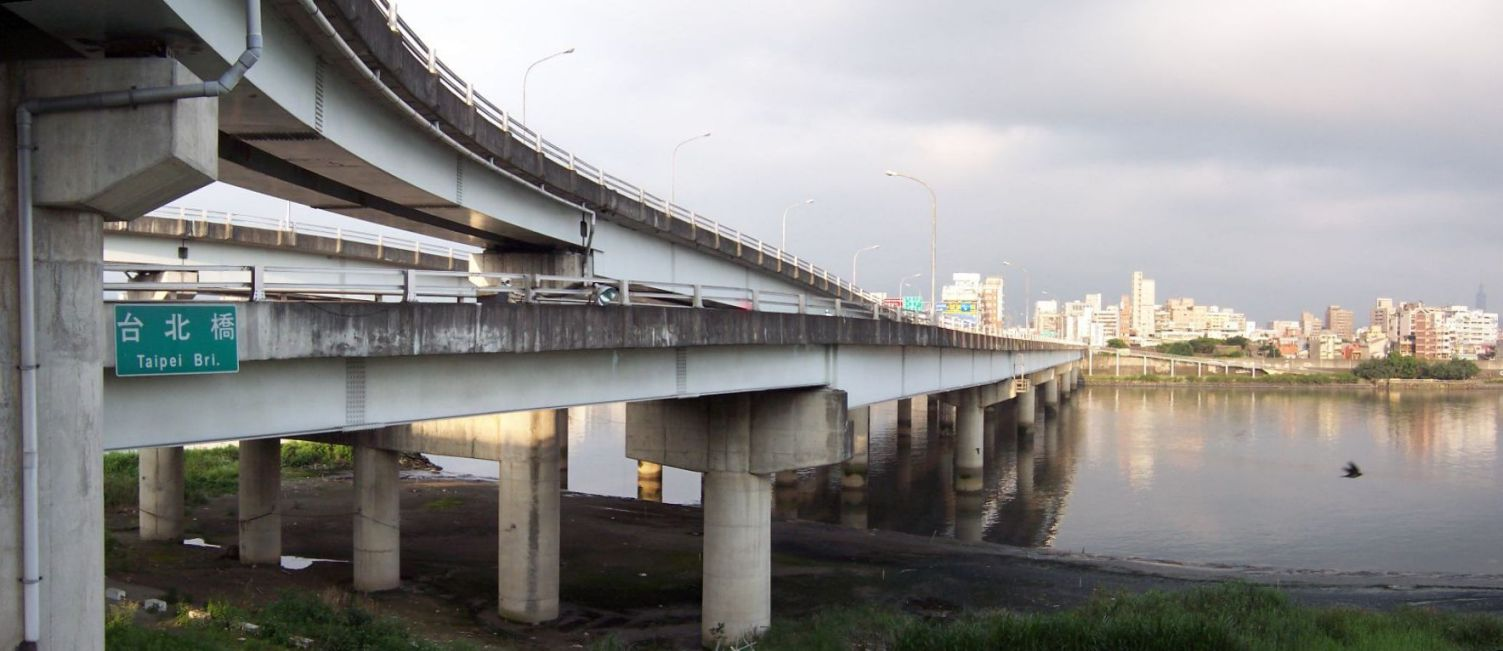
2008年の台北大橋
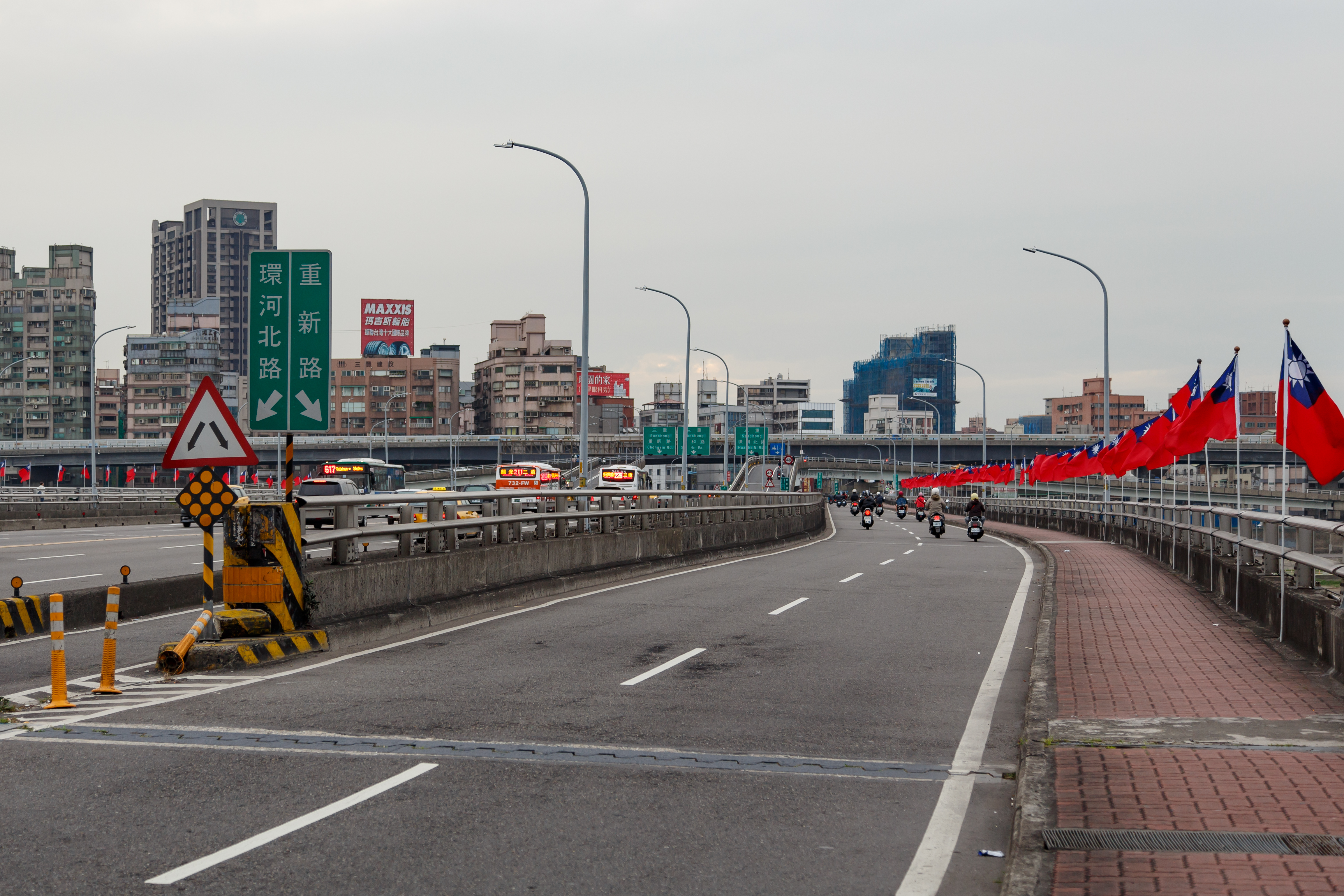
西行き機車道（二輪車レーン、台北→新北）。左側は環河北路への分岐。
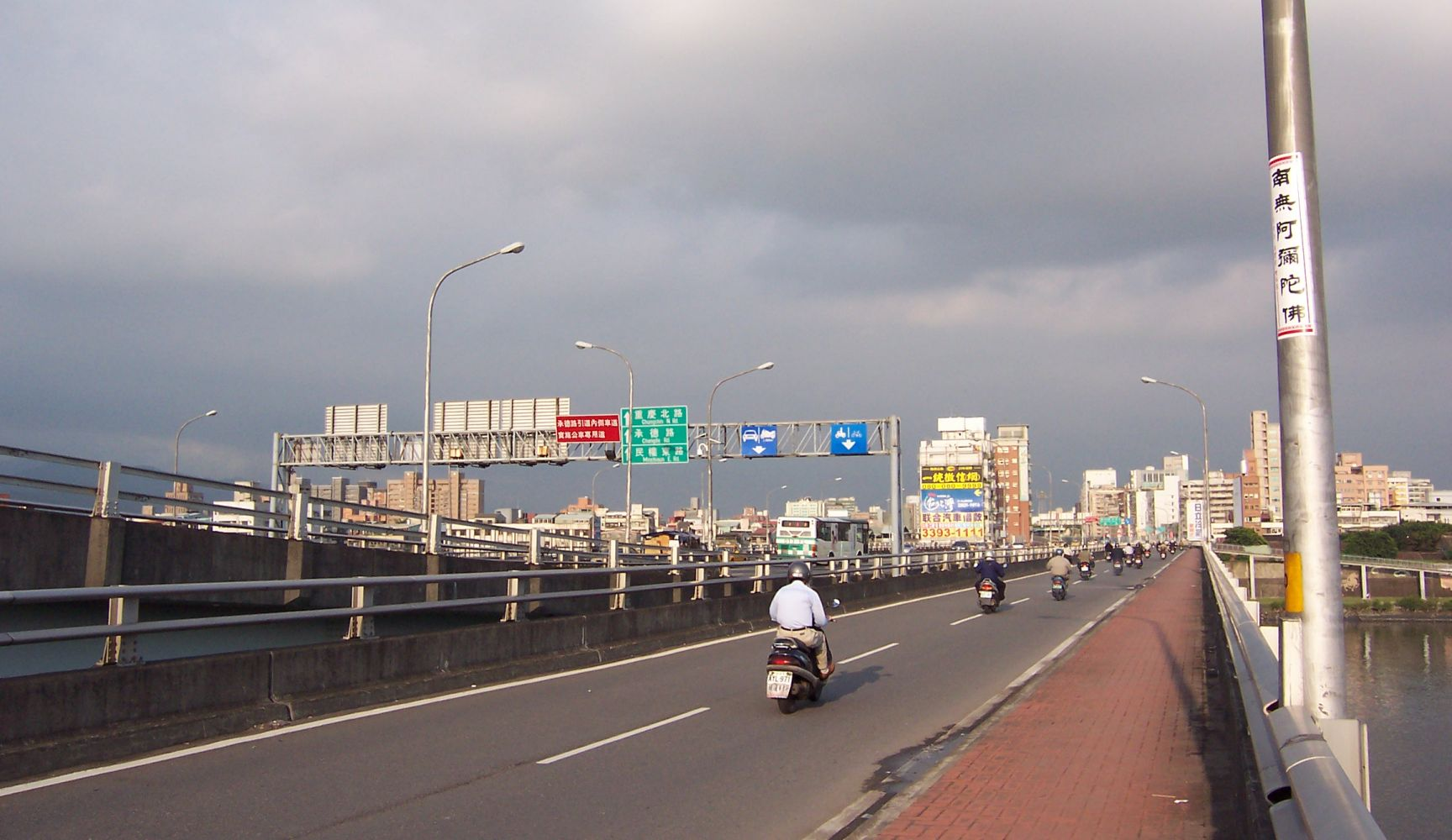
2008年の台北大橋。東側（台北市方面）に向かう機慢車道。左側は環河南路からの合流。

## 周辺交通
現在台北捷運中和新蘆線が台北大橋と平行して淡水河の下を水底トンネルで跨いでいる。両側には以下の2駅が設置されている。
- 台北橋駅（新北市三重区）
- 大橋頭駅（台北市大同区）

## ギャラリー

### 過去の台北橋
清朝時代

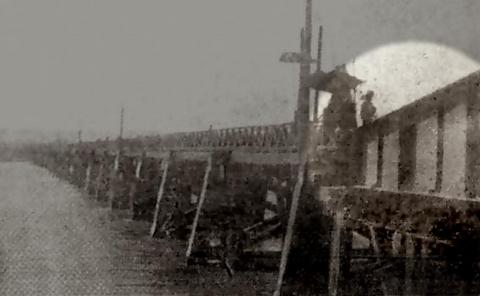
1889年清末完成の台北大橋（木造橋）

1920年～1969年

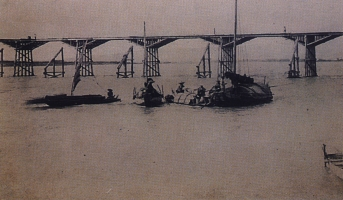
1920年完成の二代目台北大橋（木造橋）
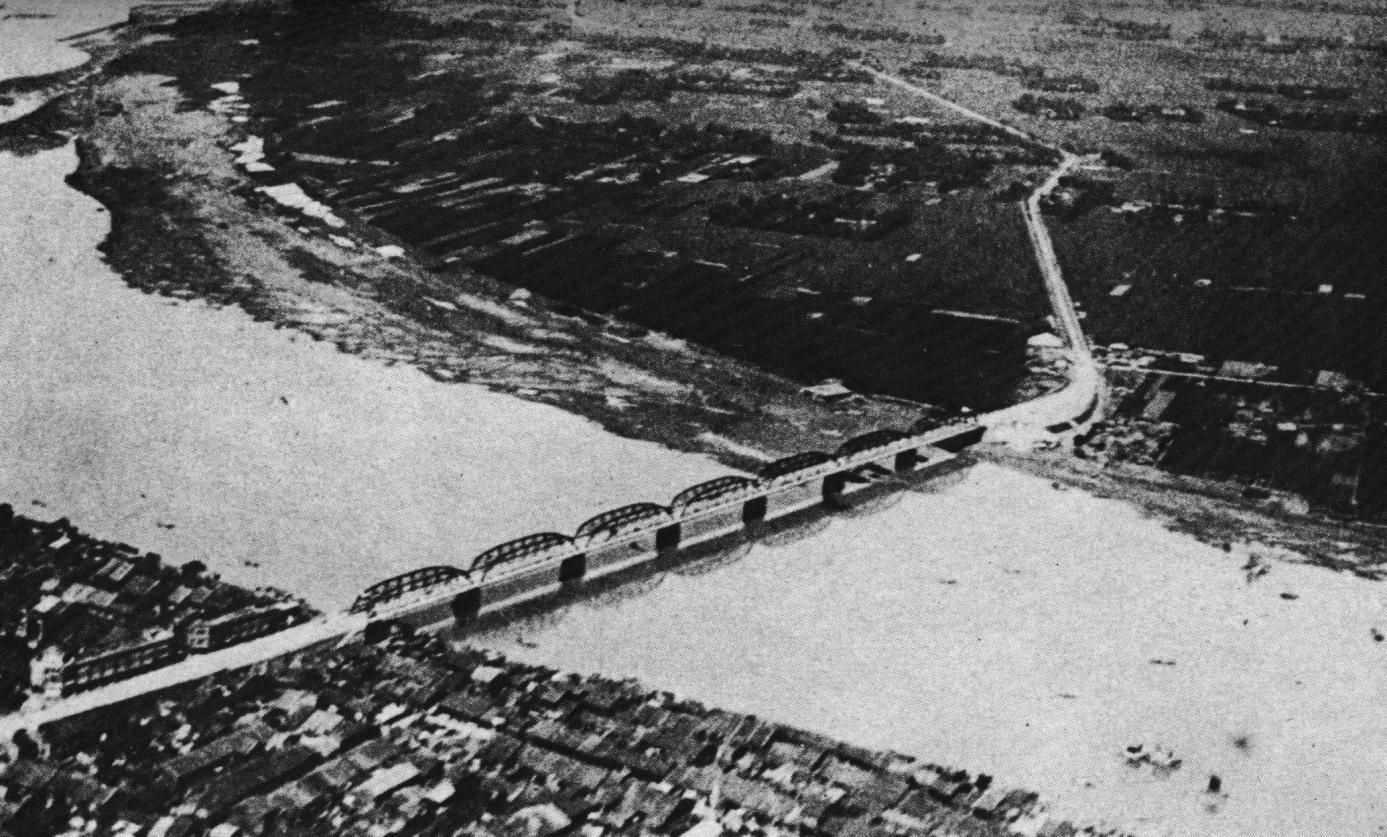
日本統治時代の1925年に完成した台北大橋鉄橋。上方が三重地区。
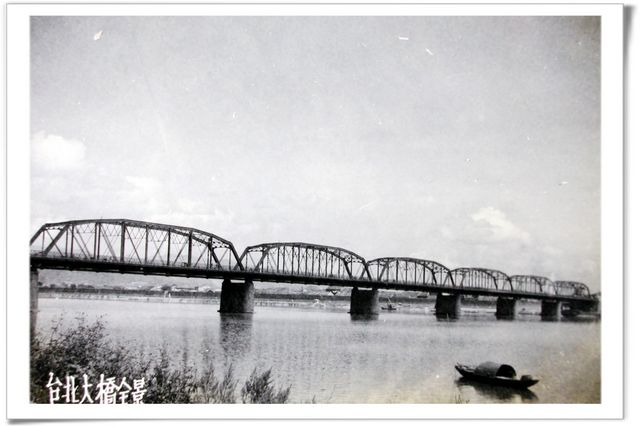
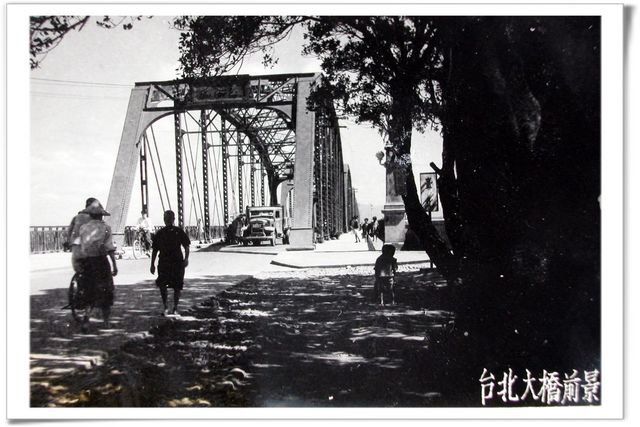
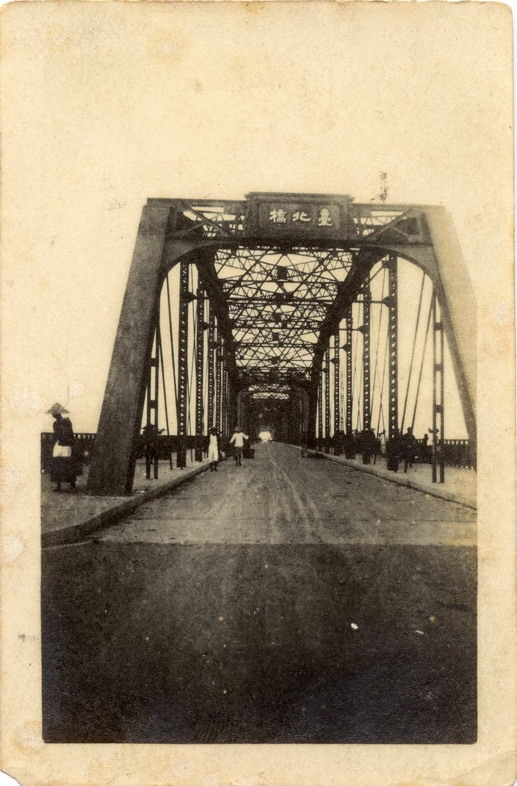
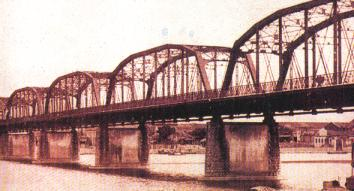
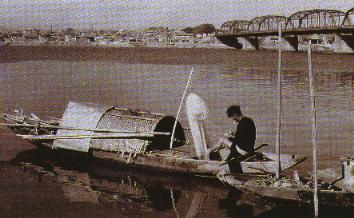
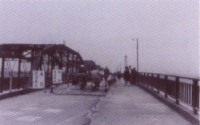

### 現在

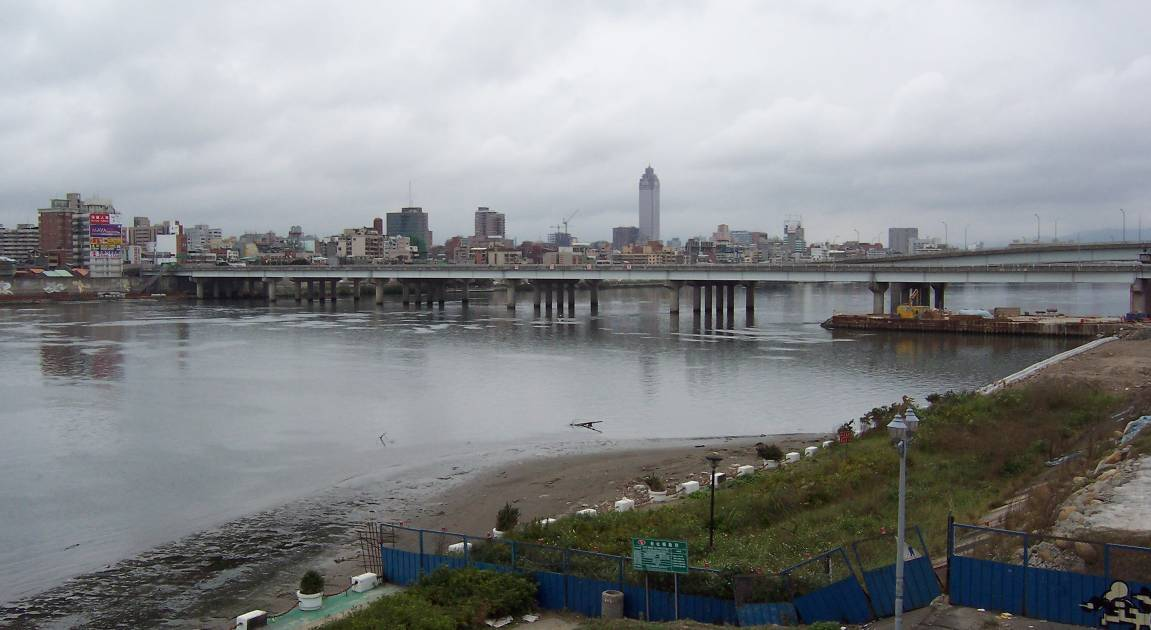
2005年の台北橋と淡水河。背景の高層ビルは台北駅前の新光人寿保険摩天楼（中国語版）。
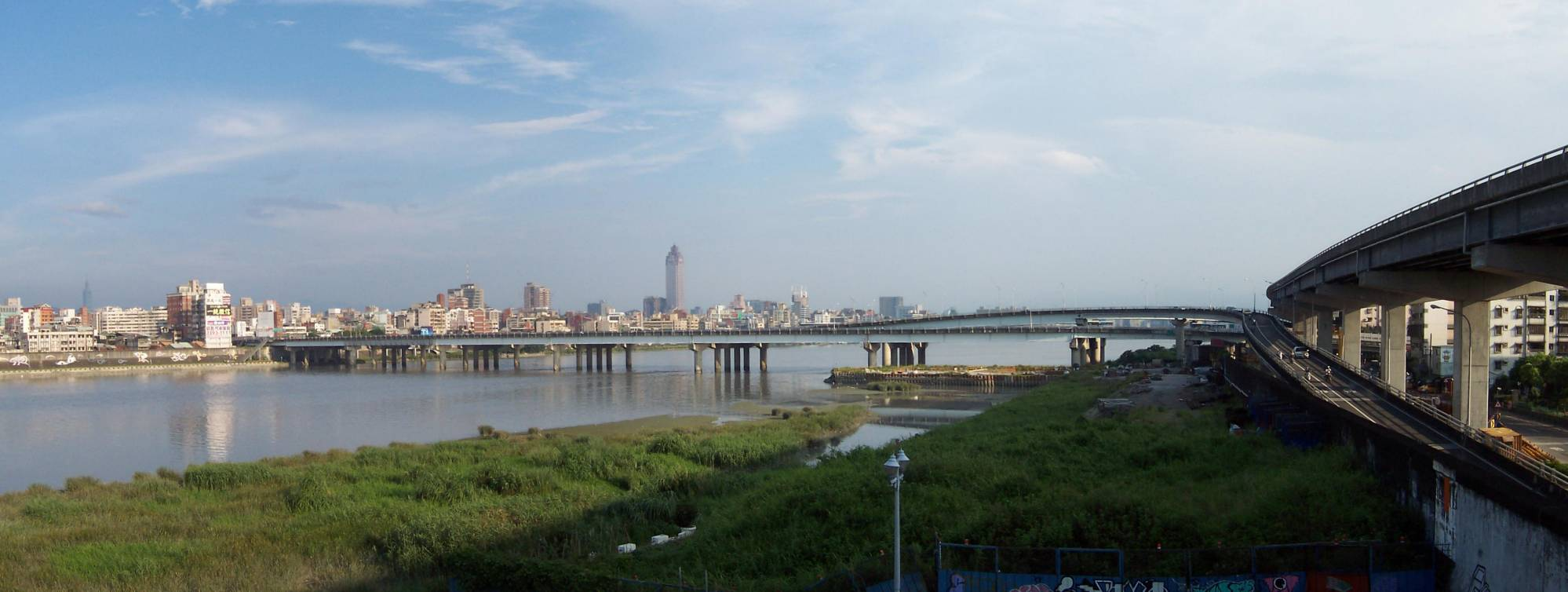
三重から眺める台北橋。右側は新北環河快速道路。
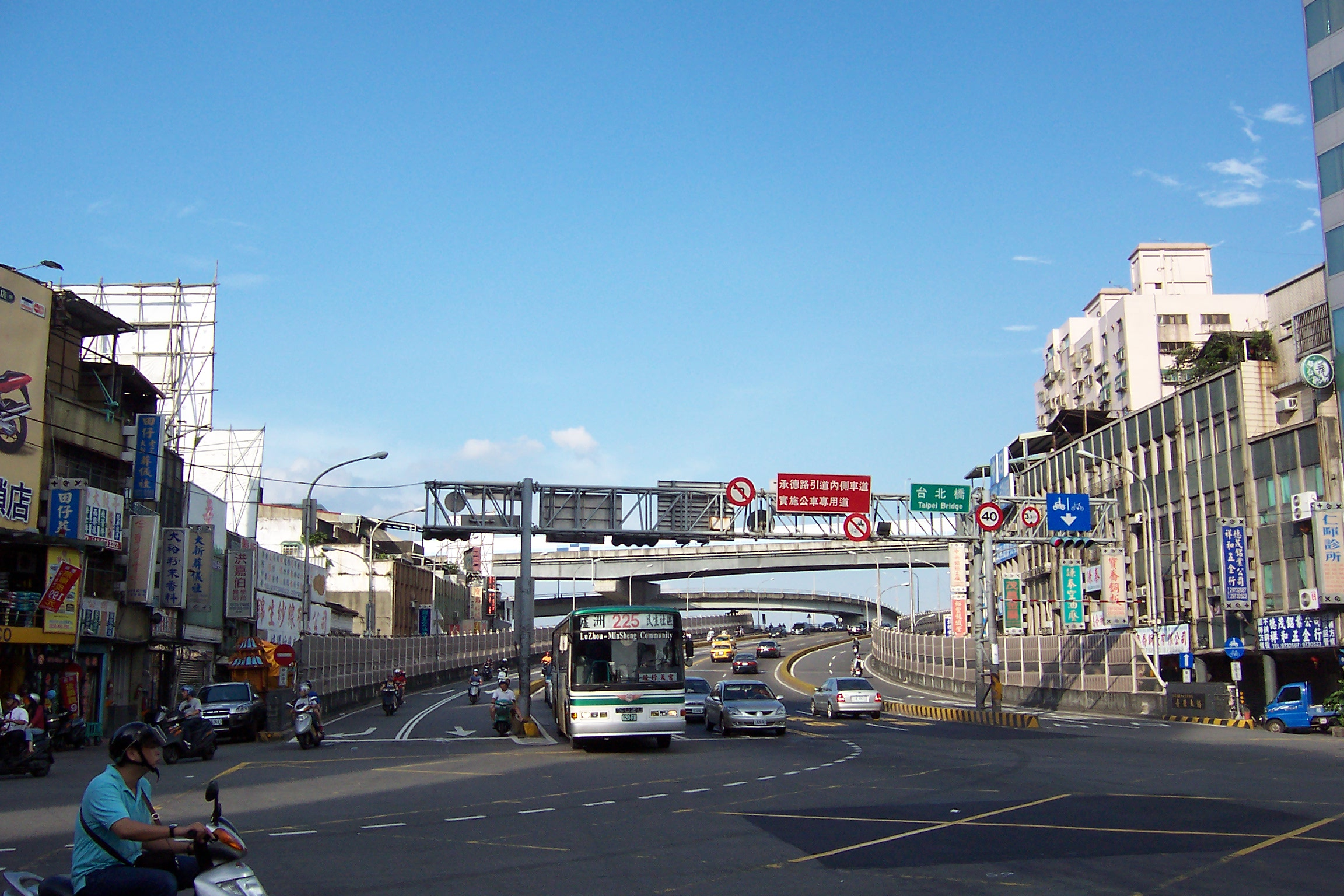
台北橋三重側、台1甲線重新路と福徳路口
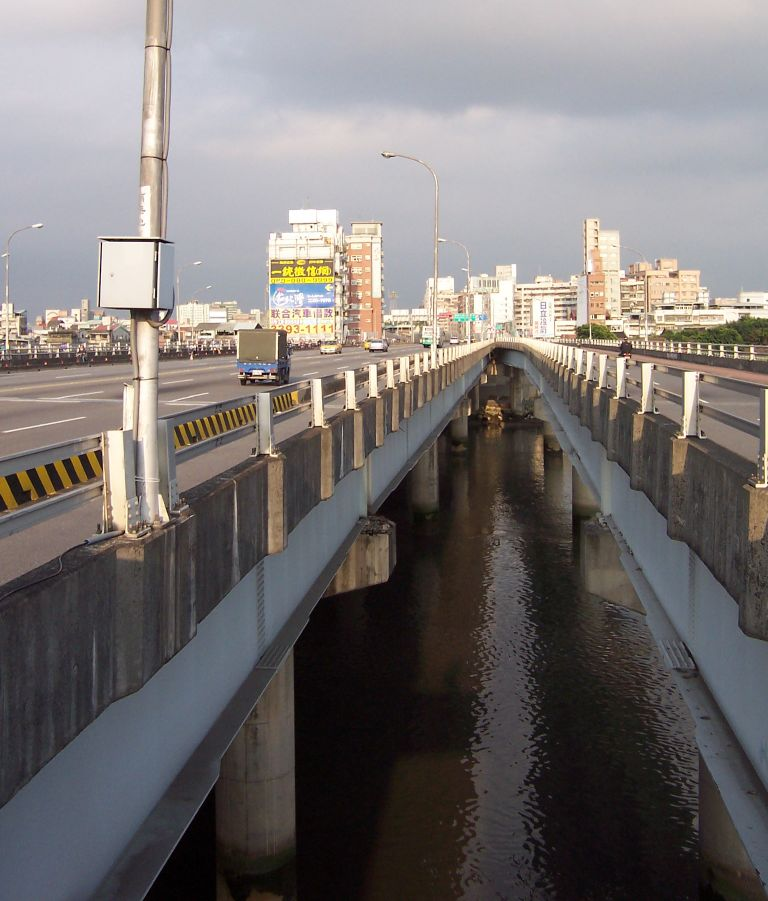
東行（台北市方面）からの台北橋上。右側が機・慢車道、左側が快車道。
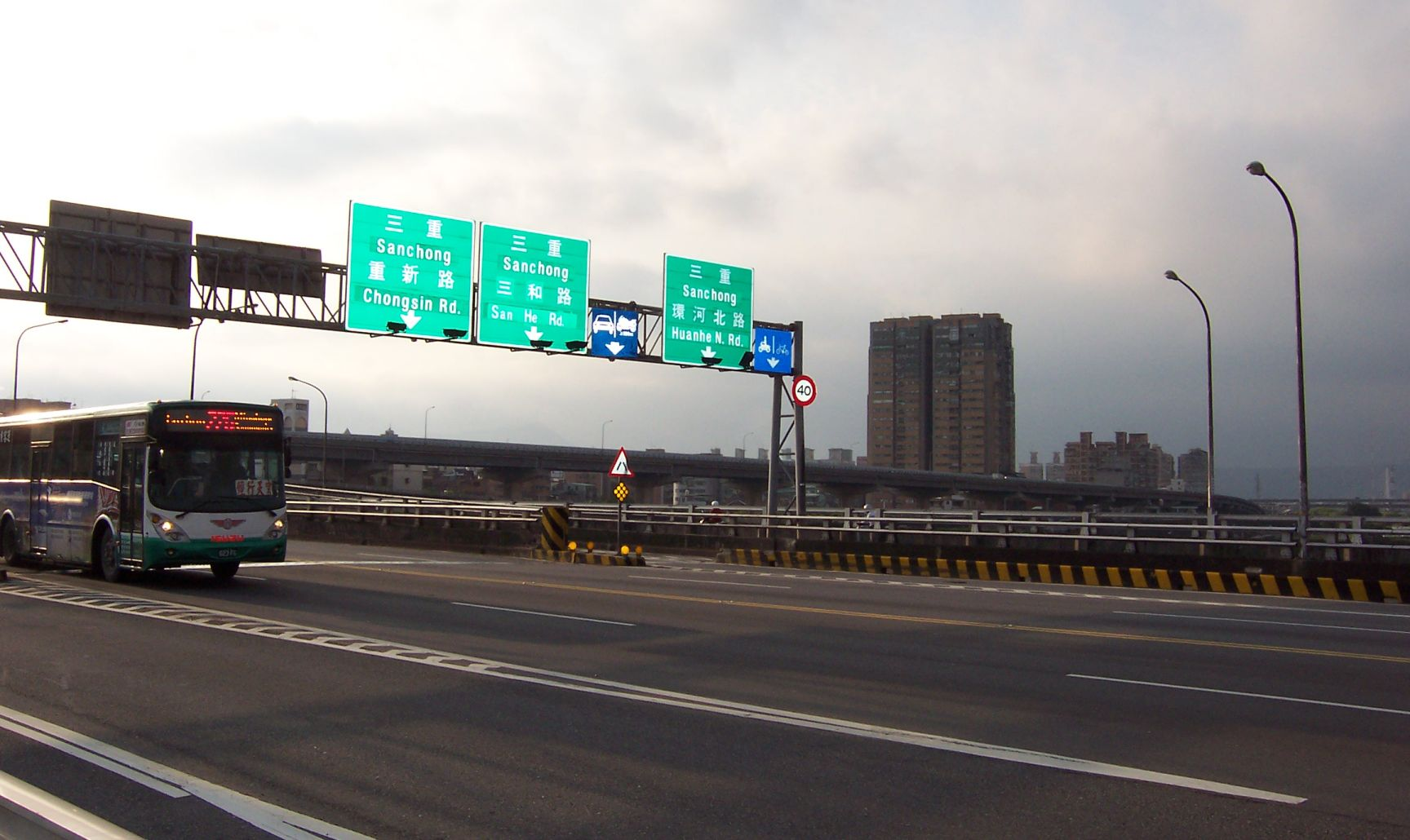
台北橋快車道
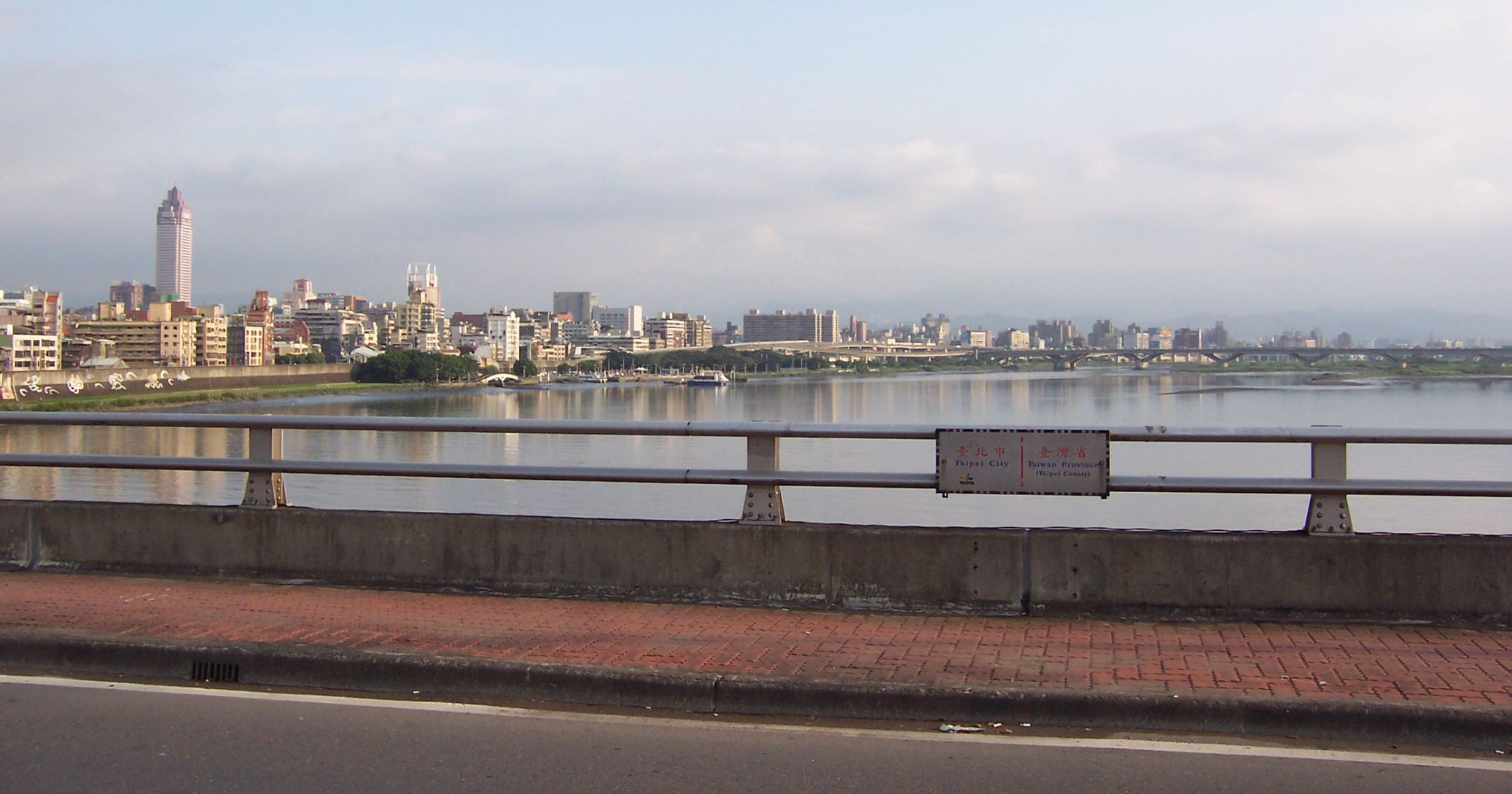
台北大橋東行方向の機慢車道から南側台北市内を臨む。橋上欄干には台北市と新北市の境界を示す標識。
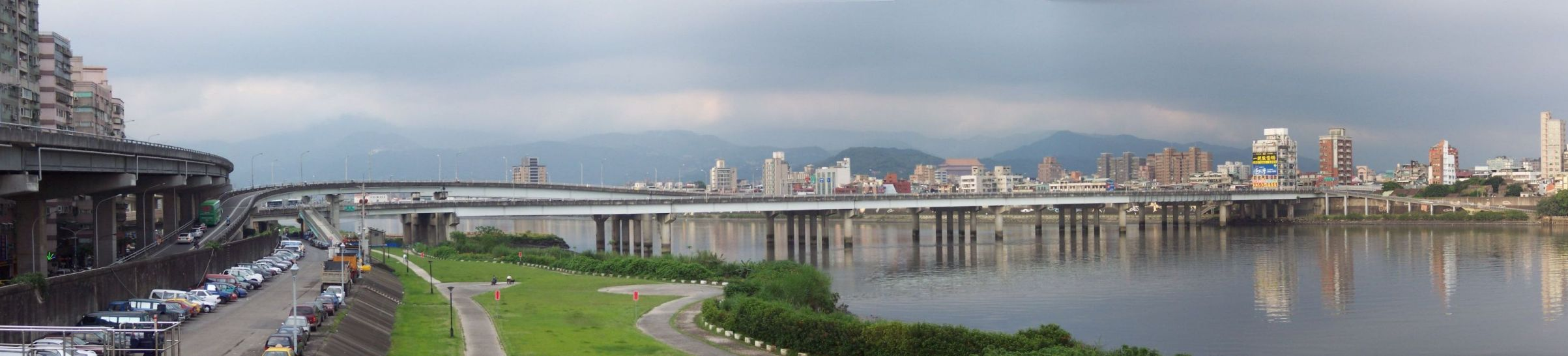
三重区側からみた台北大橋。（2008年）
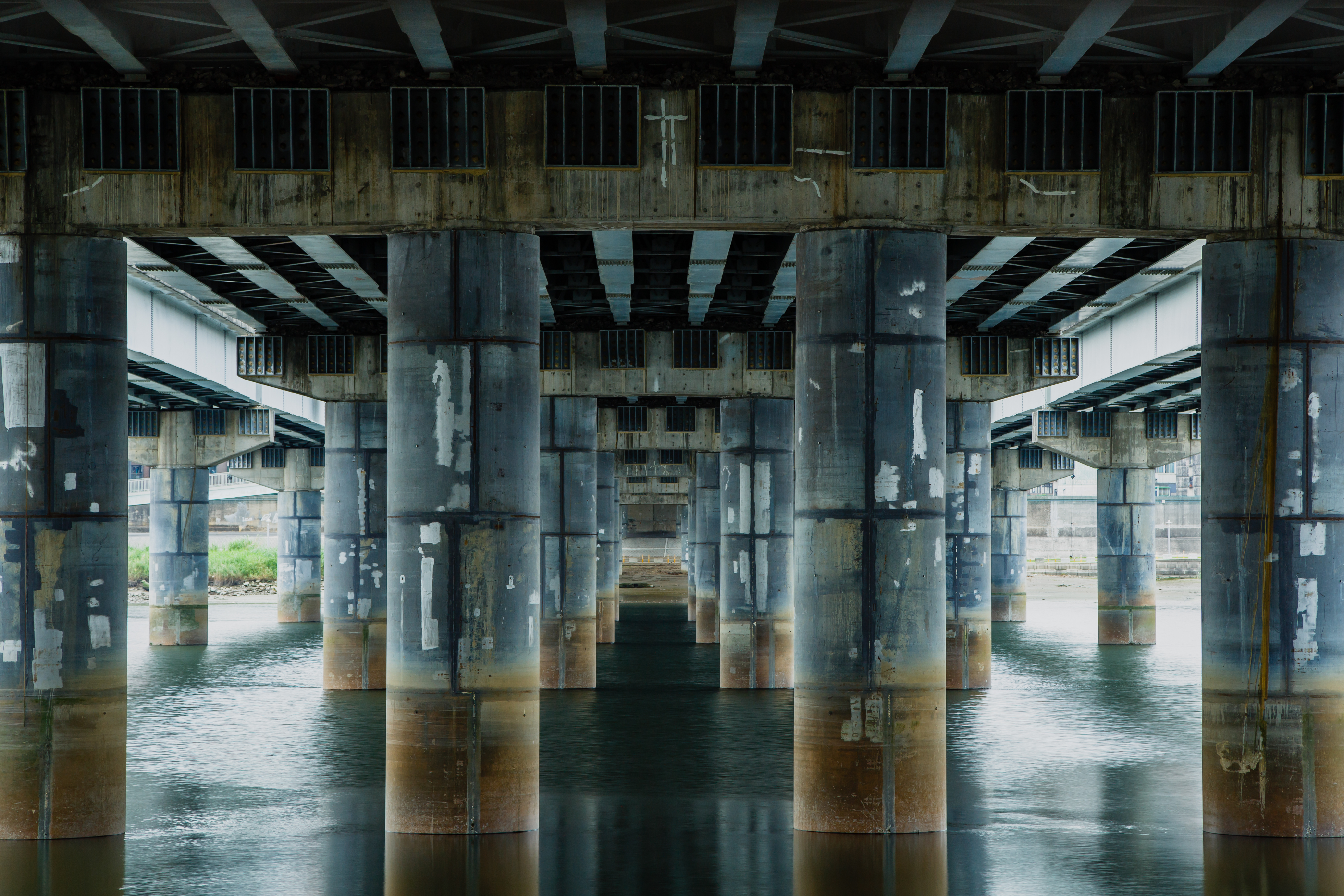
橋脚部

## 関連作品
- 河辺春夢（中国語版） - 周添旺（中国語版）による台湾語楽曲（1934年）

## 関連項目

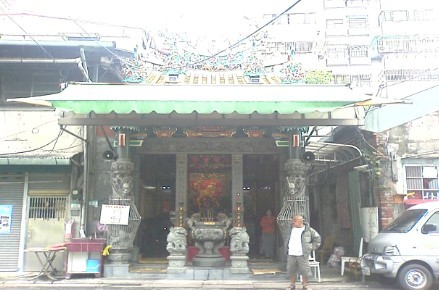
台北大橋福徳廟

## 関連書籍
- 賴進貴等, ed (2003年10月). 台北河川橋樑之旅. 台北市政府新聞處. ISBN 957-01-5232-X
- 李乾龍 (2005年8月). 蔡棟雄. ed. 戀戀三重埔：老照片說故事. 臺北縣三重市公所. ISBN 986-00-1599-6